# تپه مصی سلطو
تپه مصی سلطو مربوط به دوران پیش از تاریخ ایران باستان - است و در شهرستان دورود، بخش مرکزی، روستای چقا بهرام واقع شده و این اثر در تاریخ ۲۴ اسفند ۱۳۸۳ با شمارهٔ ثبت ۱۱۷۲۵ به‌عنوان یکی از آثار ملی ایران به ثبت رسیده است.